# 이상철 (1949년)
이상철(李相哲, 1949년 8월 7일 ~ 2012년 1월 24일)은 대한민국의 언론인 출신 정치인이다. 부산광역시 출신이다.

## 학력
- 부산고등학교 졸업
- 서울대학교 미학과 학사 과정 졸업

## 생애
서울대학교를 졸업한 이후에 서울신문에서 기자로 취직했다. 조선일보로 자리를 옮긴 이후에 기자로 근무하다가 조선일보 이사·편집국장, 월간조선 대표이사를 역임했고 나중에 한국기자협회 회원, 한국신문방송편집인협회 부회장을 역임했다. 그 외에 언론인들의 친목을 도모하기 위한 단체인 관훈클럽에서 신영연구기금(현재의 정신영기금) 이사, 총무를 역임했다.
2008년 5월 13일부터 2009년 9월 24일까지 제40대 서울특별시 정무부시장을 역임하면서 오세훈 서울특별시장을 보조하는 업무를 수행했다. 그러나 2009년에 박연차 정관계 로비 사건을 수사하던 대검찰청으로부터 월간조선 대표이사 재직 시절에 박연차 태광실업 회장으로부터 기사를 게재해달라는 청탁과 함께 뇌물을 받은 혐의로 기소되었다. 2010년 1월 8일에는 서울고등법원으로부터 징역 8월, 집행유예 2년, 추징금 2,469만원을 선고받았으나 2011년 1월 27일에 대법원으로부터 무죄를 선고받았다. 2011년부터 뇌경색으로 인하여 투병 생활을 하다 2012년 1월 24일에 삼성서울병원에서 향년 62세를 일기로 사망했다.

## 역대 선거 결과
| 실시년도 | 선거   | 대수 | 직책     | 선거구   | 정당     | 득표수      | 득표율          | 순위          | 당락 | 비고         |
| -------- | ------ | ---- | -------- | -------- | -------- | ----------- | --------------- | ------------- | ---- | ------------ |
| 2008년   | 총선   | 18대 | 국회의원 | 비례대표 | 한나라당 | 6,421,727표 | \| \| 37.48% \| | 비례대표 26번 | 없음 | 승계 전 탈당 |
|          | 37.48% |      |          |          |          |             |                 |               |      |              |

| 전임 권영진 | 제40대 서울특별시 정무부시장 2008년 5월 13일~2009년 9월 24일 | 후임 서장은 |